# Dagon (nouvelle)
Pour les articles homonymes, voir Dagon.
Dagon (titre original : Dagon) est une courte nouvelle d'horreur fantastique de l'écrivain américain Howard Phillips Lovecraft, rédigée en juillet 1917 puis publiée en novembre 1919 dans le onzième numéro du magazine The Vagrant avant d'être réimprimée dans le pulp Weird Tales en octobre 1923 puis en janvier 1936.

## Résumé
La nouvelle retranscrit le testament d'un officier de la marine marchande rongé par le souvenir d'une étrange aventure vécue sur une île inconnue des cartes, pendant la Première Guerre mondiale.
Témoin de l'apparition d'une gigantesque créature ichtyoïde s'agrippant à un monolithe, vestige mystérieux d'une antique civilisation sous-marine, le protagoniste a sombré dans la folie. Revenu parmi les hommes mais devenu paranoïaque et esclave de la morphine, il en vient à commettre l'irréparable.

## Inspiration

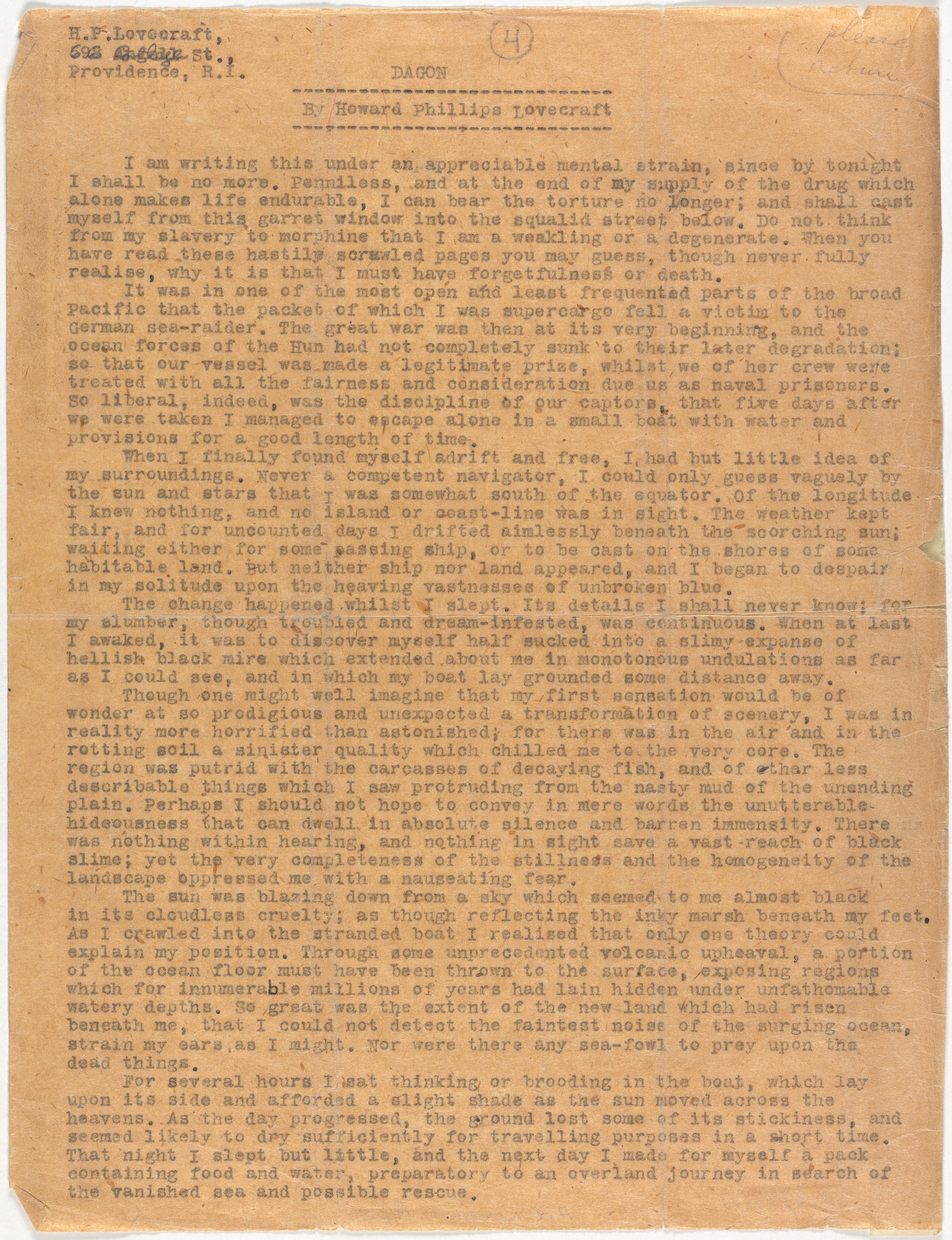
Première page du manuscrit Dagon

Après avoir lu les premiers écrits de Lovecraft en 1917, W. Paul Cook, rédacteur en chef de la revue amateure The Vagrant, encourage ce dernier à reprendre son activité d'écrivain de fiction. L'été de la même année, Lovecraft écrit La Tombe  et Dagon. C'est un rêve qui a inspiré la trame de l'histoire à l'auteur  : « J'ai rêvé de toute cette scène horrible et je sens toujours la vase m'aspirer ! ».
Le critique William Fulwiler indique que Lovecraft a probablement été influencé par Fishhead de Irvin Cobb, une histoire qui parle d'un homme étrange, mi-humain, mi-poisson. Fulwiler suggère également que Lovecraft a pu emprunter le thème d'une « ancienne race préhistorique qui se manifestera un jour pour prendre le contrôle de l'humanité »  au roman Au cœur de la Terre d'Edgar Rice Burroughs (1914).

## Intertextualité

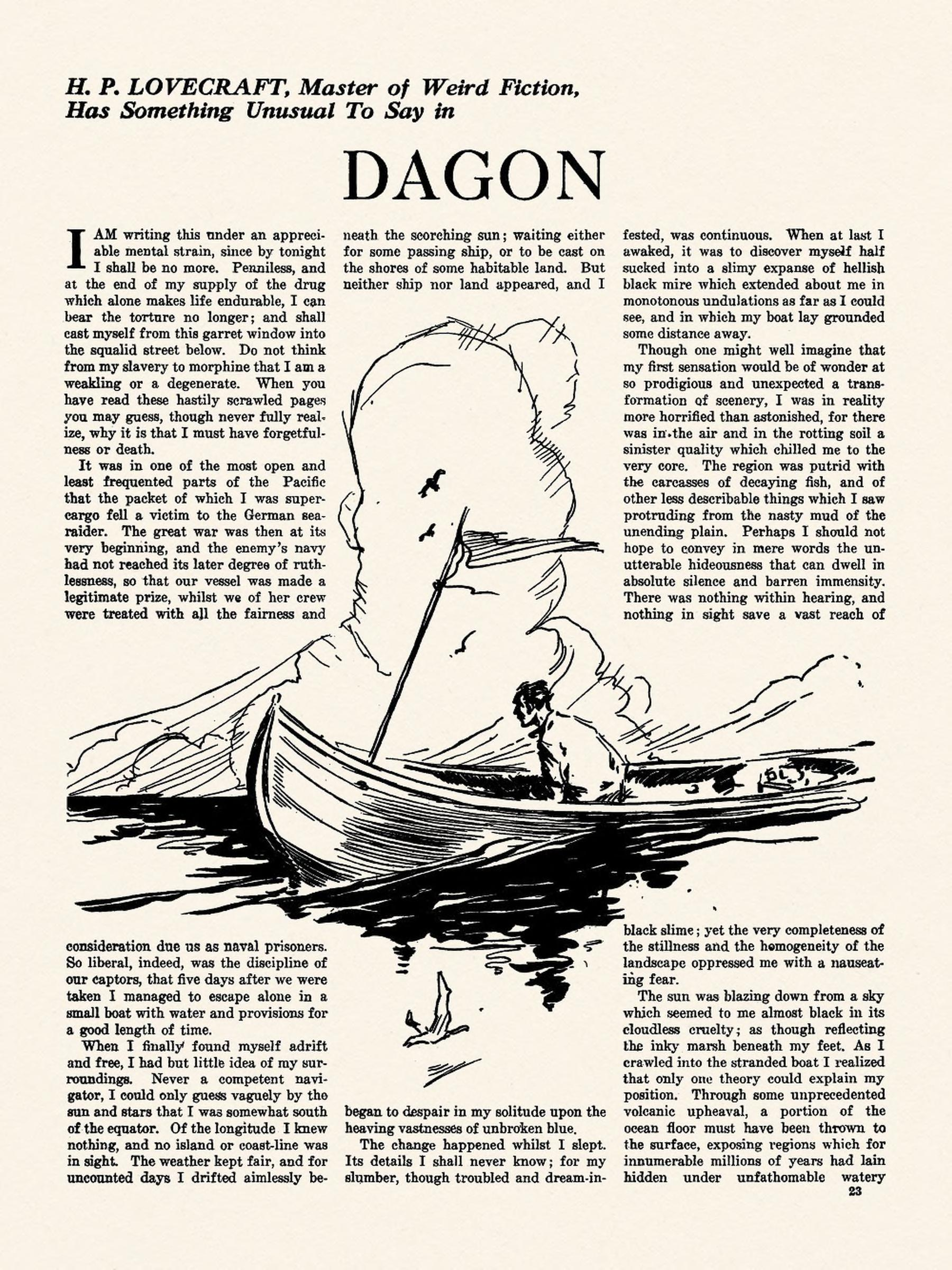
Page-titre de Dagon dans Weird Tales (octobre 1923). Illustration de William Heitman.

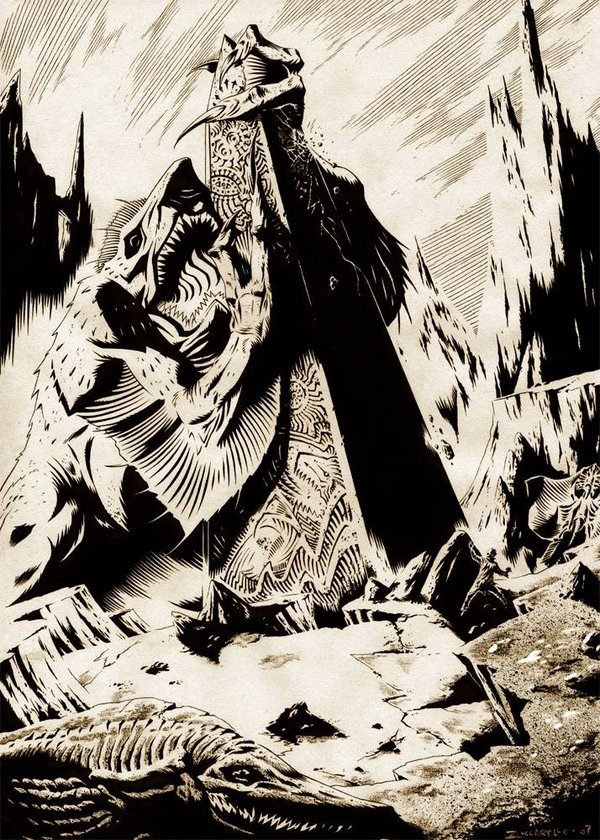
Dagon, illustration de Mario Zuccarello.

Dagon est parfois exclue des récits relatifs au Mythe de Cthulhu même si elle est la première à introduire un des éléments du Mythe : Dagon lui-même.
Cependant, la créature qui apparaît dans l'histoire n'est jamais appelée Dagon et semble plutôt être un spécimen typique de son espèce, un dévot plutôt qu'un objet de dévotion. Il est par ailleurs peu probable que Lovecraft ait voulu faire de Dagon le nom d'un dieu. Comme le fait remarquer Robert Price : « Quand Lovecraft veut présenter le nom exotique de l'un de ses Grands Anciens, il trouve toujours quelque chose d'imprononçable. »
Price ajoute que les lecteurs du Cauchemar d'Innsmouth peuvent se méprendre quant à l'identité du Dagon vénéré par Ceux des profondeurs dans cette histoire : contrairement aux noms incompréhensibles des Grands Anciens, « le nom de Dagon est un emprunt à des sources bien connues et il implique qu'Obed Marsh et ses condisciples ont choisi l'analogie biblique la plus proche de l'objet réel de dévotion de Ceux des profondeurs : le Grand Cthulhu lui-même ».

## Influences littéraires
- Fred Chappell (trad. de l'anglais par Maurice-Edgar Coindreau, préf. Maurice-Edgar Coindreau), Dagon : le dieu-poisson, Paris, Christian Bourgois, coll. « Fictives », 1994 (1re éd. 1970), 281 p. (ISBN 2-267-01216-2, présentation en ligne sur le site NooSFere)L'Académie française a élu ce roman « meilleur livre étranger de l'année 1972 »[8].
- Dans son roman La Face cachée du soleil, Terry Pratchett parle des Dagon, de grandes créatures aquatiques qui ressemblent à des Bivalves prisés par les pêcheurs locaux.
- Dans Les Annales du Disque-Monde, il y a de nombreuses références à des incidents inexpliqués et troublants qui ont eu lieu à la poissonnerie de M. Hong sur la rue Dagon (Dagon Street). On pense surtout à Va-t-en-guerre.
- Dans Jujutsu Kaisen, manga de Akutami Gege, il y a un personnage nommé Dagon ayant une tête de poulpe et un corps humanoïde, faisant ainsi directement référence à l'œuvre de Lovecraft.

### Sources primaires
- Howard Phillips Lovecraft et al. (édition présentée et établie par Francis Lacassin), Howard Phillips Lovecraft, vol. 1 : Les mythes de Cthulhu. Légendes du mythe de Cthulhu. Premiers contes. L'art d'écrire selon Lovecraft, Paris, Robert Laffont, coll. « Bouquins », 1991, 1re éd., XXXVI-1174 p. (ISBN 2-221-05684-1, présentation en ligne sur le site NooSFere), « Dagon », p. 18-23.
- (en) Howard Phillips Lovecraft, Collected Essays, vol. 2 : Literary Criticism, New York, Hippocampus Press, 2004, 248 p. (ISBN 0-9721644-4-8 et 0-9721644-9-9).
- (en) Robert M. Price ( éd.), The Innsmouth Cycle : The Taint of the Deep Ones in 13 Tales, Oakland, Chaosium, coll. « Call of Cthulhu Fiction » (no 6017), 2006, 256 p. (présentation en ligne).